# Solar Terrestrial Relations Observatory
STEREO eller Solar Terrestrial Relations Observatory är två amerikanska rymdsonder som studerade solen. Rymdsonderna sköts upp med en Delta II-raket från Cape Canaveral, den 26 oktober 2006. 
Syftet med rymdsonderna är att studera fenomenet koronamassutkastning från Solen.

## Omloppsbanor
De båda rymdsonderna är placerade i omloppsbanor som liknar jordens omloppsbana. STEREO A:s omloppsbana gör att den ser ut driva iväg med ungefär 22° framför jorden per år. STEREO B:s omloppsbana gör att den ser ut driva iväg med ungefär 22° bakom jorden per år. Under delar av 2015 hade man inte kontakt med de båda rymdsonderna, då de befann sig bakom Solen, sett från jorden.
Då de båda rymdsonderna 2009 passerade Lagrangepunkterna L4 och L5 i Solen-Jorden systemet, använde man dem även för att söka efter trojaner till jorden.

## STEREO B
Den 1 oktober 2014 förlorade man kontakten med STEREO B. Trots upprepade försök, dröjde det till den 21 augusti 2016 innan man återfick kontakten med rymdsonden. Kontakten varade endast några timmar. Den 17 oktober 2018 avslutade man försöken att återfå kontakten med rymdsonden.

### Fotnoter
1. ↑  ”NASA Space Science Data Coordinated Archive” (på engelska). NASA. https://nssdc.gsfc.nasa.gov/nmc/spacecraft/display.action?id=2006-047A. Läst 29 mars 2020.
2. ↑  ”NASA Space Science Data Coordinated Archive” (på engelska). NASA. https://nssdc.gsfc.nasa.gov/nmc/spacecraft/display.action?id=2006-047B. Läst 29 mars 2020.
3. ↑  ”STEREO-B Status Update” (på engelska). NASA. 23 oktober 2018. https://stereo-ssc.nascom.nasa.gov/behind_status.shtml. Läst 1 januari 2021.